# La Micoque

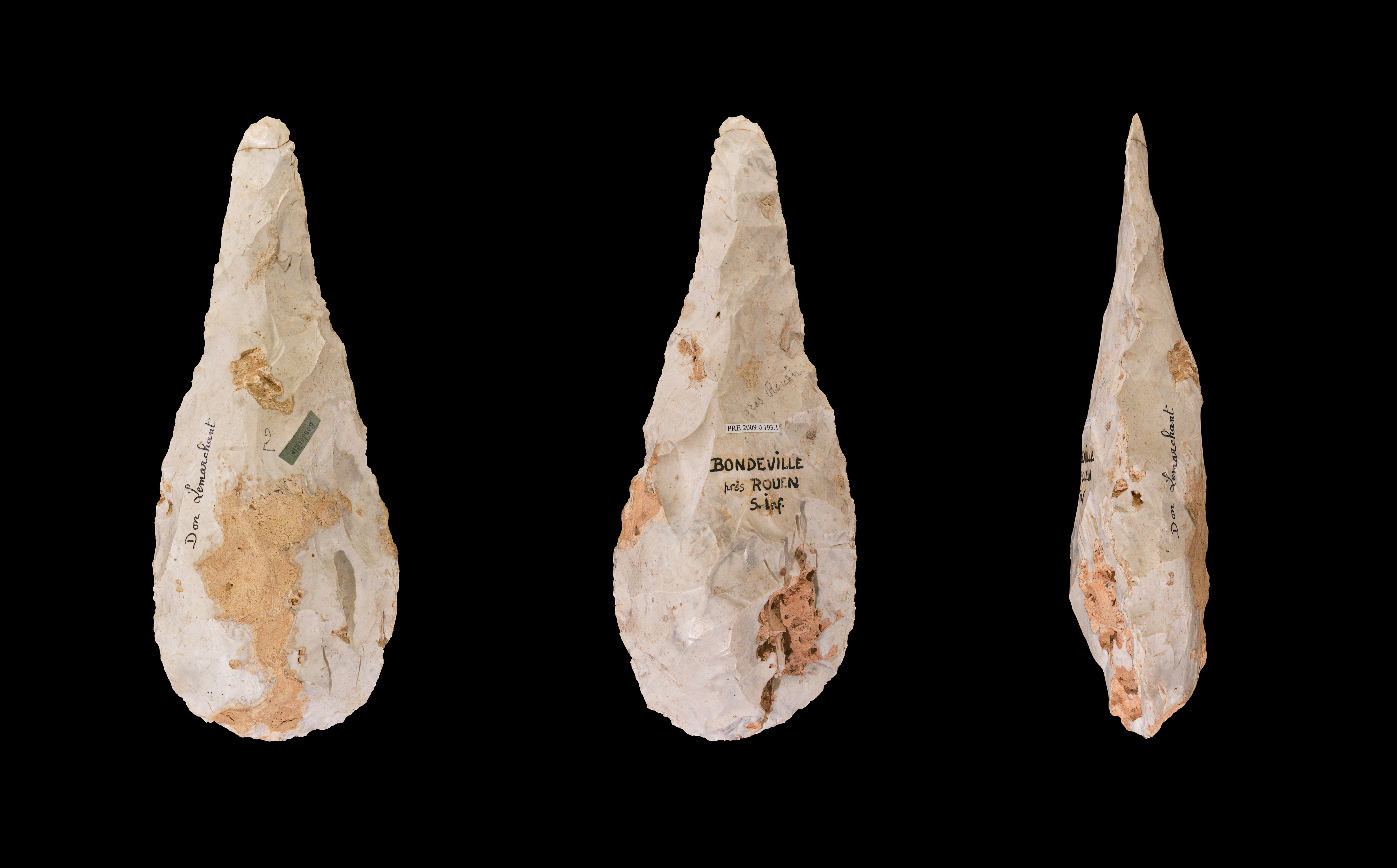
Micoquian Bifacial - Museo de Toulouse

La Micoque es un yacimiento arqueológico de época paleolítica situado en el municipio de Les Eyzies-de-Tayac-Sireuil en el departamento de la Dordoña, al suroeste de Francia. Fue declarado Patrimonio de la Humanidad por la Unesco en el año 1979, formando parte del lugar «Sitios prehistóricos y grutas decoradas del valle del Vézère» con el código 85-004. Ha suministrado numerosos vestigios líticos del Paleolítico inferior y es el lugar epónimo del Micoquiense y del Tayaciense. 

## Historia
Conocida desde 1895, ha sido objeto de numerosas excavaciones (por E. Cartailhac, O. Hauser, etc) a veces poco metódicas hasta llegar a las de D. Peyrony de 1926 a 1932. Este describió la secuencia estratigráfica distinguiendo 15 capas que incluyen 6 niveles arqueológicos. 
La industria lítica fue estudiada por F. Bordes que emprendió una excavación reducida en 1956. 
A principios de los años setenta, la secuencia fue revisada una primera vez por H. Laville y J.-Ph. Rigaud, después este último en colaboración con A. Debénath realizó nuevas excavaciones de 1989 a 1997. 
Una nueva revisión de la historia sedimentaria del depósito fue publicada por J.-P. Texier y P. Bertran en 1993.

## Secuencia estratigráfica
Según este último estudio, los depósitos de La Micoque pueden subdividirse en tres conjuntos sedimentarios encajados:
- un conjunto inferior (correspondiendo a las capas I a XII distinguidas por Laville y Rigaud), de un grosor de 2,50 m, constituido por guijarros y gravas, y desprovisto de vestigios arqueológicos;
- un conjunto medio (correspondiendo a las capas A a M de Peyrony, compuesto de una unidad arcillosa de un metro de grosor en la base (c. A) y de guijarros y gravas calcáreas granoclassés sobre 7 metros de grosor, interestratificados con niveles rojos areno-arcillosos (niveles E, H y L de Peyrony). Prácticamente se le asocian todos los niveles arqueológicos del lugar, en particular el Tayaciense;
- un conjunto superior, arenoso-arcilloso, de un grosor medio de 2 m, hoy ausente del corte testigo. El nivel arqueológico que conduce a la definición del Micoquiense podría encontrarse en la base de este conjunto, pero no ha sido encontrado en las excavaciones recientes.

Aquellos que anteriormente se consideraban el resultado de fenómenos crioclásticos (estallidos y movimientos vinculados al frío), los guijarros y las gravas de los conjuntos inferiores y medios presentan todas las características de materiales aluviales, depositados por un curso de agua. Estos niveles corresponden a depósitos de cauces cruzados de ríos, lo que está confirmado por la presencia de gasterópodos característicos de los medios acuáticos templados. Los niveles rojos intercalados corresponden a flujos en masa que discurren por la ladera sobre el lugar, y no a suelos fósiles lavados como se lo pensaba anteriormente. 
Los datos geológicos (altitud de la terraza en la base del conjunto medio) y de numerosas dataciones (ESR y U/Th) permiten avanzar una edad incluida entre las fases isotópicas 12 (aproximadamente de hace 440-470.000 años) y 10 (hace 350-370.000) para los conjuntos inferiores y medios. Los aluviones arcillosos con gasterópodos en la base del conjunto medio corresponden a una fase interglaciar, lógicamente las OIS 11 (370-440.000 años). El conjunto superior se establece probablemente durante el Holoceno. 

## Industrias líticas
Los niveles arqueológicos del conjunto medio se vieron afectados por importantes fenómenos posteriores a la deposición, vinculados al medio fluvial (como desplazamientos), imponiéndose por lo tanto una gran prudencia en su estudio. Incluyen el Tayaciense definido por H. Breuil (capas 4 y 5). Esta industria se caracteriza por un corte poco elaborado asociado a una herramienta que recuerda el Musteriense, con numerosos raspadores y sobre todo denticulados y muescas asociados a raros bifaces atípicos. Habida cuenta de su antigüedad y sus características, F. Bordes lo consideraba como una forma premusteriense. 
El Micoquiense (base del conjunto superior, nivel N/capa 6) se define como un Acheulense final, implicando bifaces especialmente cuidados algunos de los cuales tienen bordes convexos. Está en curso un nuevo estudio de esta industria. 
Las industrias de este yacimiento se encuentran entre las más antiguas del Périgord y son de una importancia fundamental para la comprensión de la Prehistoria de la región, e incluso de más allá. 